# Martin Grothkopp
Martin Grothkopp (Pirna, 2 mei 1990) is een Duits bobsleeremmer. 
Grothkopp won in 2015 de wereldtitel in de estafette. In 2017 was Grothkopp onderdeel van de viermansbob van Francesco Friedrich die de gedeelde wereldtitel won. Grothkopp won in 2018 de olympische gouden medaille in de viermansbob.

## Resultaten

### Olympische Winterspelen
| Jaar | Plaats      | Resultaten        |
| ---- | ----------- | ----------------- |
| 2018 | Pyeongchang | in de viermansbob |

### Wereldkampioenschappen
| Jaar | Plaats     | Resultaten                             |
| ---- | ---------- | -------------------------------------- |
| 2015 | Winterberg | 4e in de viermansbob · in de estafette |
| 2017 | Königssee  | in de viermansbob                      |

1924: Scherrer / Neveu / A.Schläppi / H.Schläppi ·
1928: Fiske / Tucker / Mason / Gray / Parke ·
1932: Fiske / Eagan / Gray / O'Brien ·
1936: Musy / Gartmann / Bouvier / Beerli ·
1948: Tyler / Martin / Rimkus / D'Amico ·
1952: Ostler / Kuhn / Nieberl / Kemser ·
1956: Kapus / Diener / Alt / Angst ·
1964: V.Emery / Kirby / Anakin / J.Emery ·
1968: Monti / De Paolis / Zandonella / Armano ·
1972: Wicki / Leutenegger / Camichel / Hubacher ·
1976: Nehmer / Babock / Germeshausen / Lehmann ·
1980: Nehmer / Musiol / Germeshausen / Gerhardt ·
1984: Hoppe / Wetzig / Schauerhammer / Kirchner ·
1988: Fasser / Meier / Fässler / Stocker ·
1992: Appelt / Schroll / Winkler / Haidacher ·
1994: Czudaj / Brannasch / Hampel / Szelig ·
1998: Langen / Zimmermann / Jakobs / Hampel ·
2002: Lange / Kühn / Kuske / Embach ·
2006: Lange / Hoppe / Kuske / Putze ·
2010: Holcomb / Mesler / Tomasevicz / Olsen ·
2014: Melbārdis / Dreiškens / Vilkaste / Strenga  ·
2018: Friedrich / Bauer / Grothkopp / Margis   ·
2022: Friedrich / Margis / Bauer / Schüller